# Espenlohe
Espenlohe ist ein zum Markt Wellheim im oberbayerischen Landkreis Eichstätt gehörender Gutshof.

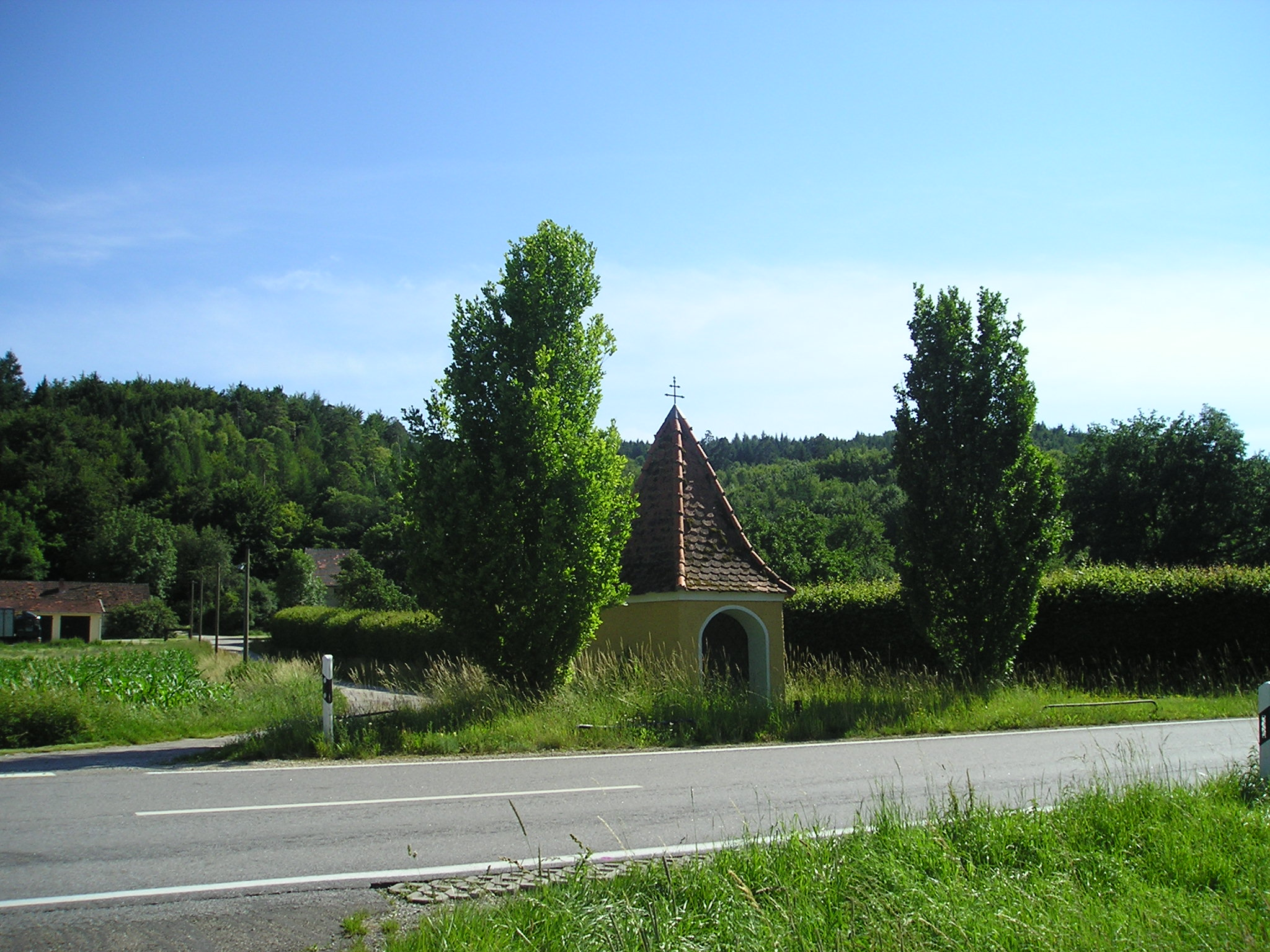
Kapelle am Zufahrtsweg zum Gutshof

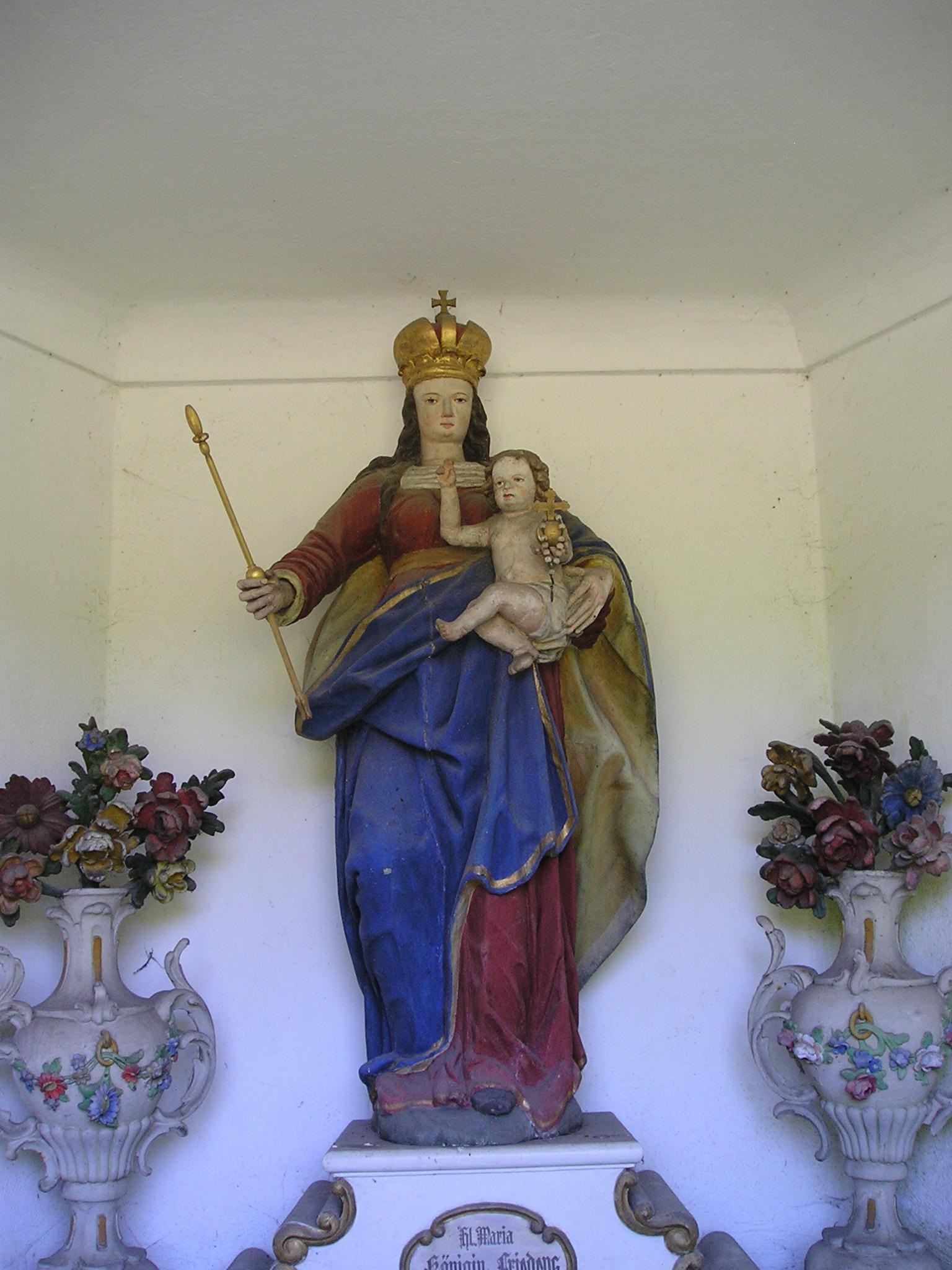
Madonna in der Kapelle

## Lage
Die Einöde liegt südöstlich von Wellheim zwischen Feldmühle und Rennertshofen am südlichen Talhang des Wellheimer Trockentals im Naturpark Altmühltal.

## Geschichte
1184 (?) ist hier ein Meierhof erwähnt. 1255 kaufte Ritter Heinrich von Hofstetten vom Augustiner-Chorherrenstift Rebdorf den Hof, um ihn sofort wieder dem Kloster zu schenken. 1486 wurde das Anwesen an das Hochstift Eichstätt vertauscht, das ihn den Grafen von Helfenstein auf Burg Wellheim zu Lehen gab. Als diese 1627 ausstarben, wurde der Hof verkauft und blieb bis 1802 dem Kloster Rebdorf handlöhnig. 1817 bis 1833 zum Fürstentum Eichstätt der Herzöge von Leuchtenberg gehörend, wohnten in der Einöde 1821 sechs Personen. 1848 kaufte Graf Aloys von Arco-Stepperg den Besitz, der 1952 auf dem Erbweg auf den Freiherrn von Redwitz überging.
Der Hof ist heute Sitz eines Sportpferde-Handelsunternehmens.

## Sehenswerte Natur
300 Meter nördlich von Espenlohe liegt in Richtung Feldmühle im Wellheimer Trockental ein Torfweiher. Er ist 1,25 Hektar groß, wird umrahmt von einem Baum- und Strauchgürtel und hat eine strauchbestandene Insel. Der Weiher mit vielfältiger umgebender Flora und reicher Fauna ist durch einen aufgelassenen Torfstich entstanden.